# Ilie Bădescu
Ilie Bădescu (n. 9 mai 1948, Luncavița, județul Caraș Severin) este un sociolog și geopolitician român, membru corespondent al Academiei Române în cadrul Secției de Științe Economice, Juridice și Sociologie, doctor în sociologie, profesor universitar și fost șef al catedrei de sociologie al Universității din București.

## Lucrări
Autorul mai multor studii și monografii, printre care se pot menționa Tratat de geopolitică, 2004, precum și coautor al cărților Geopolitica integrării europene, 2002, și Sociologia și geopolitica frontierei (în două volume, 1995).
În 2002 a fondat Revista de sociologie, geopolitică și geoistorie. Autor al cărții "Noologia" și unul dintre fondatorii domeniului cu același nume.

### Listă de lucrări științifice[4]
1. De la comunitatea rurală la comunitatea urbană (coautor), 1978;
2. Satul contemporan și evoluția sa istorică, 1981;
3. Civilizația industrială și perspectiva socială (coautor), 1983;
4. Sincronism european și cultura critică românească, 1984;
5. Timp și cultură, 1988;
6. Sociologia eminesciană, 1994;
7. Istoria sociologiei. Perioada marilor sisteme, 1994;
8. Sociologia și geopolitica fronterei, 2 volume, (coordonator și coautor), 1995;
9. Interethnic relations in Romania (în colaborare), 1995;
10. Teoria latențelor. Contribuții la studiul popoarelor, 1997;
11. Istoria sociologiei. Teorii contemporane, 1997;
12. Reforma oligarhică versus calea corporativă, 1997;
13. Idei politice și sisteme sociologice românești, 1998;
14. Cu fața spre Bizanț, 1999;
15. Mari sisteme sociologice europene, 1999;
16. Enciclopedia valorilor reprimate, (1944 - 1999), 2 volume, (coordonator), 2000;
17. Starea societății românești după zece ani de tranziție (coordonator în colaborare cu E. Zamfir și C. Zamfir), 2000
18. Noologia, Editura Valahia, 2001;
19. Țăranii și Noua Europă (coautor), 2003;
20. Dicționar de sociologie rurală, Editura Mica Valahie, 2004;
21. Cu fața spre Bizanț, 2004;
22. Tratatul de geopolitică, 2004;
23. Noopolitica. Teoria fenomenelor asincrone, Editura Ziua, 2005

## Distincții
- Premiul „Dimitrie Gusti” al Academiei Române pentru lucrarea „Sociologia și geopolitica frontierei”;
- Premiul revistei „Luceafărul” (Uniunea Scriitorilor), pentru lucrarea „Sincronism european și cultură critică românească”;
- Premiul „Dimitrie Gusti” al Fundației Internaționale a Religiilor, pentru lucrarea „Teoria latențelor”.[4]